# Cmentarz Ormiański w Moskwie
Cmentarz Ormiański w Moskwie (ros. Армянское кладбище lub Армянское Ваганьковское кладбище, orm. Մոսկվայի Հայկական Գերեզմանատուն) – zabytkowa nekropolia leżąca w moskiewskiej dzielnicy Priesnia naprzeciwko Cmentarza Wagańkowskiego, którego administracji podlega.
Cmentarz został założony w 1805 dekretem Moskiewskiego Rządu Gubernialnego na wniosek Minasa Łazariewa, reprezentanta społeczności ormiańskiej w Moskwie. Zastąpił założony w XVIII w. Presnienski Cmentarz Ormiański przy ulicy Bolszoj Gruzinskoj. Został on zlikwidowany w 1930 wraz ze znajdującą się na nim najstarszą ormiańską cerkwią Moskwy pw. Zaśnięcia Najświętszej Marii Panny (powstała w 1746).
W latach 1808–1815 na Wagańkowskim Cmentarzu Ormiańskim powstała cerkiew „Surb Arutiun” (Zmartwychwstania Pańskiego). Jej podziemia służyły jako grobowiec rodziny fundatora cmentarza. W 1859 nekropolia stała się pierwszą w Moskwie otoczoną kamiennym murem ufundowanym przez kupca I. Gaspariana (Kaspierowa), a zaprojektowanym przez M. Bykowskiego. W 1903 bankierzy bracia Dżamgarowowie sfinansowali dom pożegnań. Z końcem XIX wieku nekropolia straciła charakter jednolicie wyznaniowej (ormiańskokatolickiej).
Na cmentarzu znajduje się zbiorowe groby poległych w II wojnie światowej i poświęcony im obelisk, a także pomniki ofiar ludobójstwa Ormian, ofiar represji stalinowskich oraz „Opuszczonym Grobom” (z 1998). W najstarszym zachowanym do dziś grobie jest pochowana zmarła w 1818 Jelizawieta Arakiełowa.